# Райдужне (Кам'янський район)
Райдужне (до 2016 — Комуна́рівка) — село в Україні, у Кам'янському районі Дніпропетровської області.
Входить до складу Лихівської селищної громади. Населення — 421 мешканець.

## Географія
Село Райдужне розміщене в 4-х км від правого берега річки Омельник, на відстані 1,5 км від села Новоганнівка, за 3,5 км від селища Лихівка. Поруч проходить автомобільна дорога Т 0423.

## Населення

### Мова
Розподіл населення за рідною мовою за даними перепису 2001 року:
| Мова            | Кількість | Відсоток |
| --------------- | --------- | -------- |
| українська      | 685       | 93.32%   |
| російська       | 36        | 4.91%    |
| вірменська      | 7         | 0.95%    |
| румунська       | 3         | 0.41%    |
| інші/не вказали | 3         | 0.41%    |
| Усього          | 734       | 100%     |

## Економіка
- ТОВ «Комунар»

## Об'єкти соціальної сфери
- Школа
- Фельдшерський пункт

## Інтернет-посилання
- Погода в селі